# Провідність (біологія)
Прові́дність у біології — властивість нервової та м'язової тканини проводити збудження; в основі лежить виникнення потенціалу дії. Збудження, що поширюється по одному волокну, не переходить на інші волокна того самого нерва або м'яза (за винятком серцевого). В організмі завдяки наявності синапсів є лише однобічна провідність: збудження поширюється в одному напрямі — з аксона на дендрит або тіло іншого нейрона. Дуже низька провідність спостерігається у безхребетних тварин; у ссавців, у тому числі й людини, вона значно вища. Провідніть нервів вища, м'язів. 